# Proliga (pallavolo femminile)
La Proliga è la massima serie del campionato indonesiano di pallavolo femminile: al torneo partecipano cinque squadre di club indonesiane e la squadra vincitrice si fregia del titolo di campione d'Indonesia.

## Albo d'oro
| Anno          | Podio                | Podio                | Podio                |
| Campione      | Seconda              | Terza                |                      |
| ------------- | -------------------- | -------------------- | -------------------- |
| 2002 Dettagli | Jakarta Monas        | Gresik Petrokimia    | Jakarta BNI          |
| 2003 Dettagli | Bandung Bank Jabar   | Gresik Petrokimia    | Jakarta Monas        |
| 2004 Dettagli | Jakarta Elektrik PLN | Jakarta Monas        | Bandung Bank Jabar   |
| 2005 Dettagli | Jakarta BNI          | Jakarta Elektrik PLN | Bandung Bank Jabar   |
| 2006 Dettagli | Bandung Bank Jabar   | Gresik Petrokimia    | Jakarta BNI          |
| 2007 Dettagli | Surabaya Bank Jatim  | Gresik Petrokimia    | Jakarta Elektrik PLN |
| 2008 Dettagli | Surabaya Bank Jatim  | Jakarta Elektrik PLN | Jakarta BNI          |
| 2009 Dettagli | Jakarta Elektrik PLN | Surabaya Bank Jatim  | Jakarta BNI          |
| 2010 Dettagli | Jakarta BNI          | Jakarta Elektrik PLN | Gresik Petrokimia    |
| 2011 Dettagli | Jakarta Elektrik PLN | Jakarta Popsivo      | Gresik Petrokimia    |
| 2012 Dettagli | Jakarta Popsivo      | Jakarta Elektrik PLN | Bontang LNG Badak    |
| 2013 Dettagli | Jakarta Popsivo      | Manokwari            | Gresik Petrokimia    |
| 2014 Dettagli | Jakarta Pertamina    | Manokwari            | Jakarta Popsivo      |
| 2015 Dettagli | Jakarta Elektrik PLN | Jakarta Popsivo      | Jakarta Pertamina    |
| 2016 Dettagli | Jakarta Elektrik PLN | Jakarta Pertamina    | Gresik Petrokimia    |
| 2017 Dettagli | Jakarta Elektrik PLN | Jakarta Pertamina    | Jakarta Popsivo      |
| 2018 Dettagli | Jakarta Pertamina    | Bandung Bank BJB     | Jakarta Elektrik PLN |
| 2019 Dettagli | Jakarta Popsivo      | Jakarta Pertamina    | Jakarta BNI          |
| 2020 Dettagli | Non assegnato        | Non assegnato        | Non assegnato        |
| 2021          | Non disputato        | Non disputato        | Non disputato        |
| 2022 Dettagli | Bandung BJB          | Gresik Petrokimia    | Jakarta Popsivo      |
| 2023 Dettagli | Bandung BJB          | Jakarta Popsivo      | Gresik Petrokimia    |
| 2024 Dettagli | Jakarta BIN          | Jakarta Elektrik PLN | Jakarta Popsivo      |

## Palmarès
| Squadra              | Titolo | Stagione                           |
| -------------------- | ------ | ---------------------------------- |
| Jakarta Elektrik PLN | 6      | 2004, 2009, 2011, 2015, 2016, 2017 |
| Bandung BJB          | 4      | 2003, 2006, 2022, 2023             |
| Jakarta Popsivo      | 3      | 2012, 2013, 2019                   |
| Surabaya Bank Jatim  | 2      | 2007, 2008                         |
| Jakarta BNI          | 2      | 2005, 2010                         |
| Jakarta Pertamina    | 2      | 2014, 2018                         |
| Jakarta Monas        | 1      | 2002                               |
| Jakarta BIN          | 1      | 2024                               |